# 昂坪市集

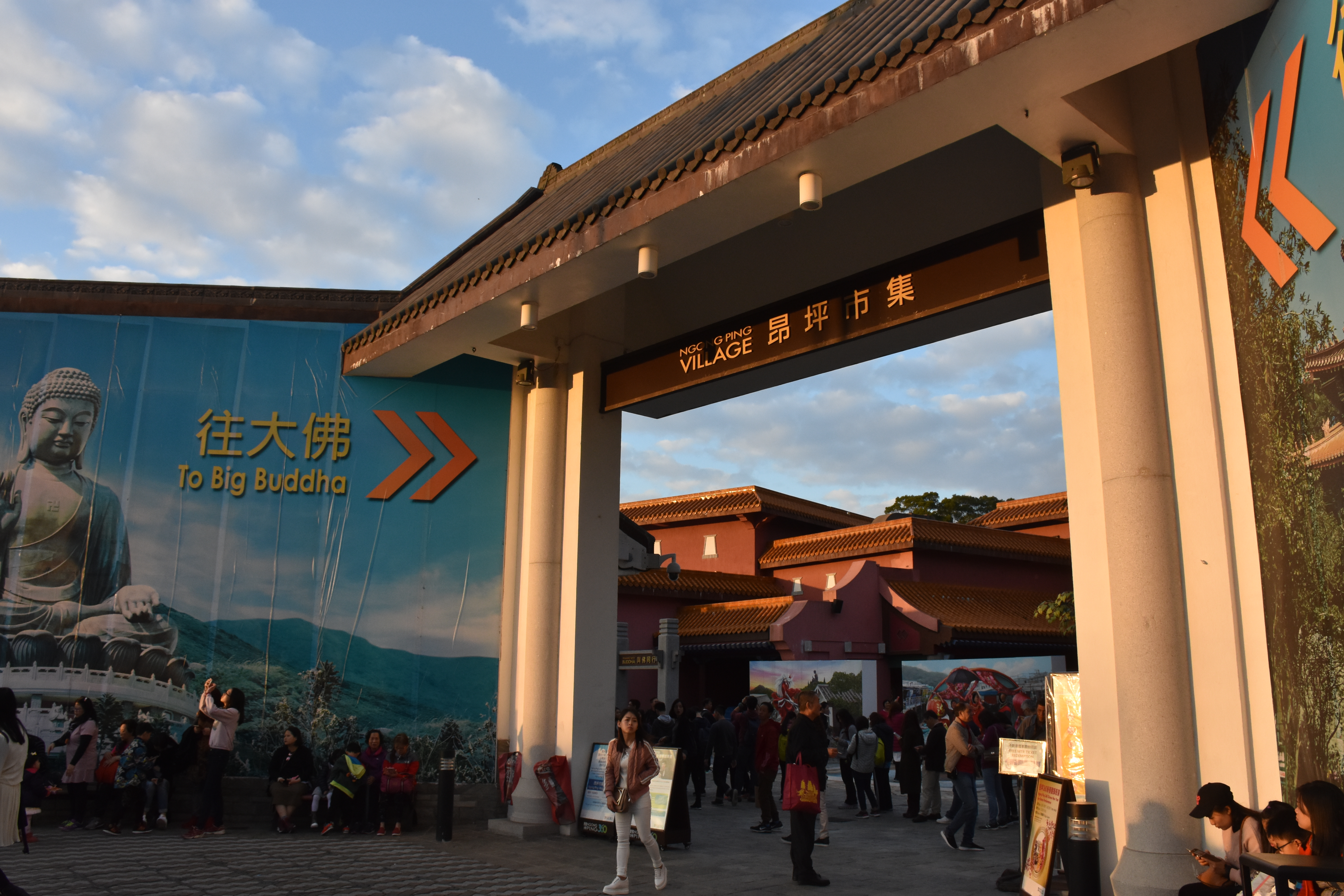
昂坪市集正門入口

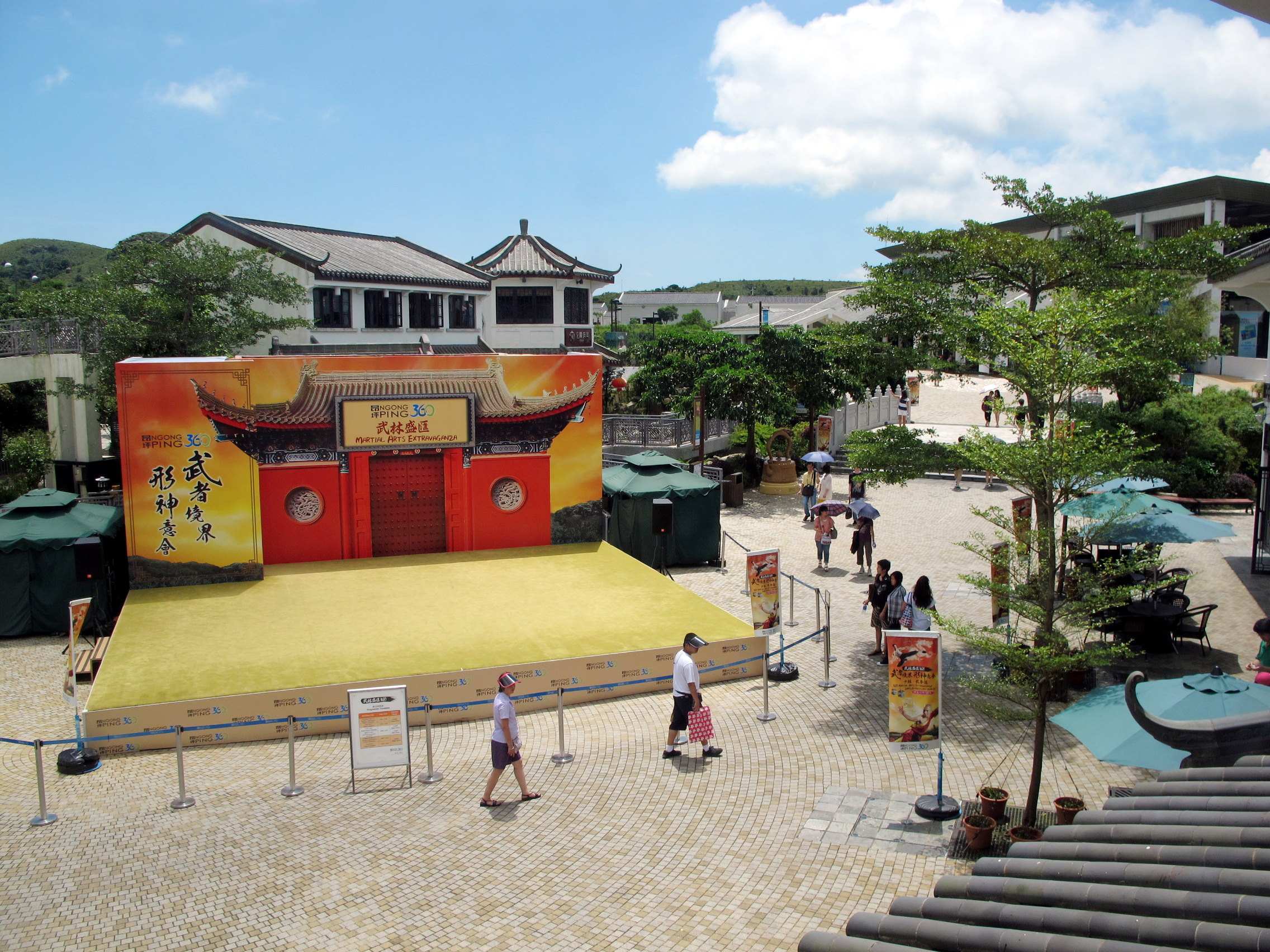
昂坪市集入口廣場常用作活動用途

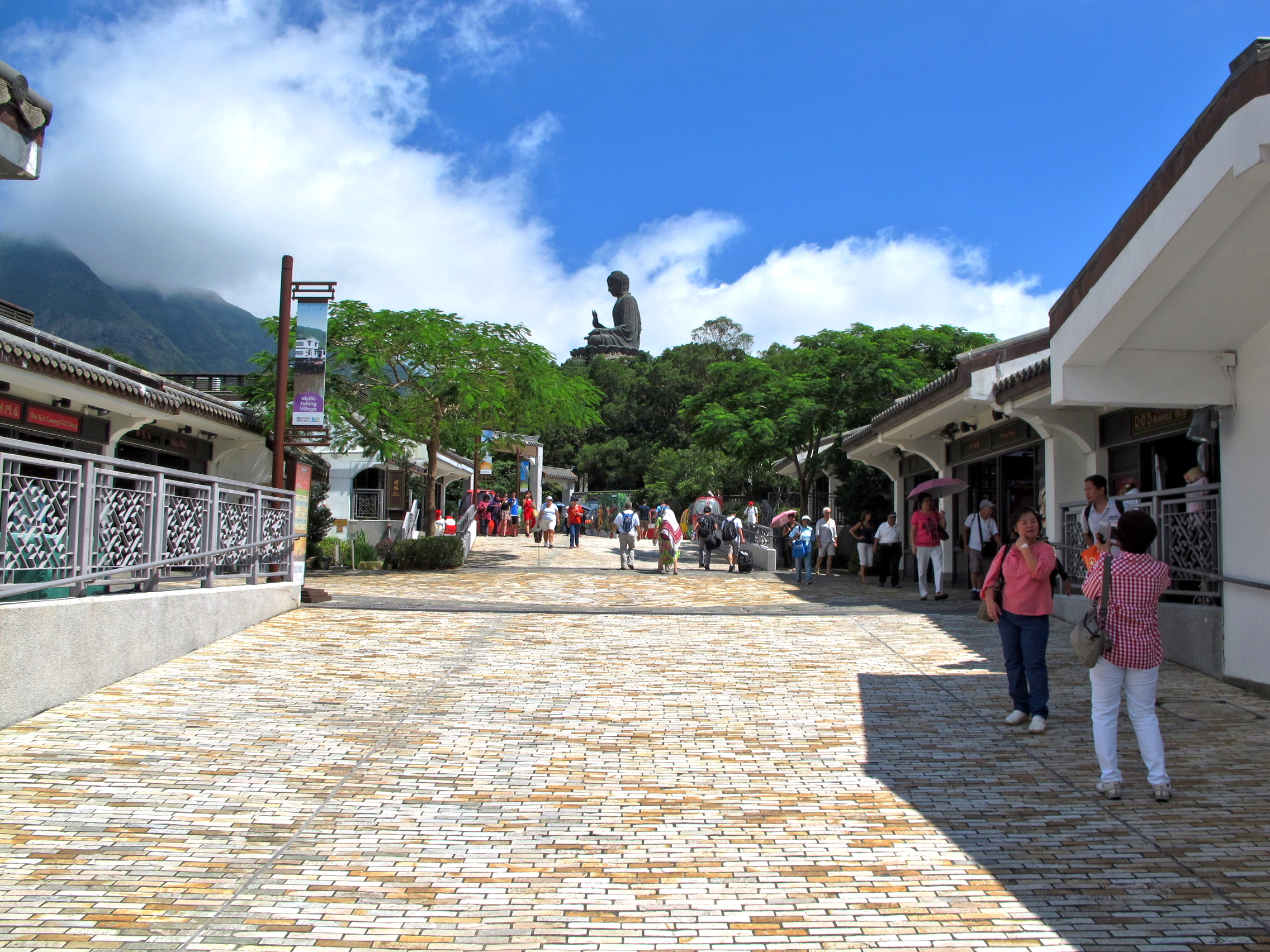
昂坪市集兩旁的商店

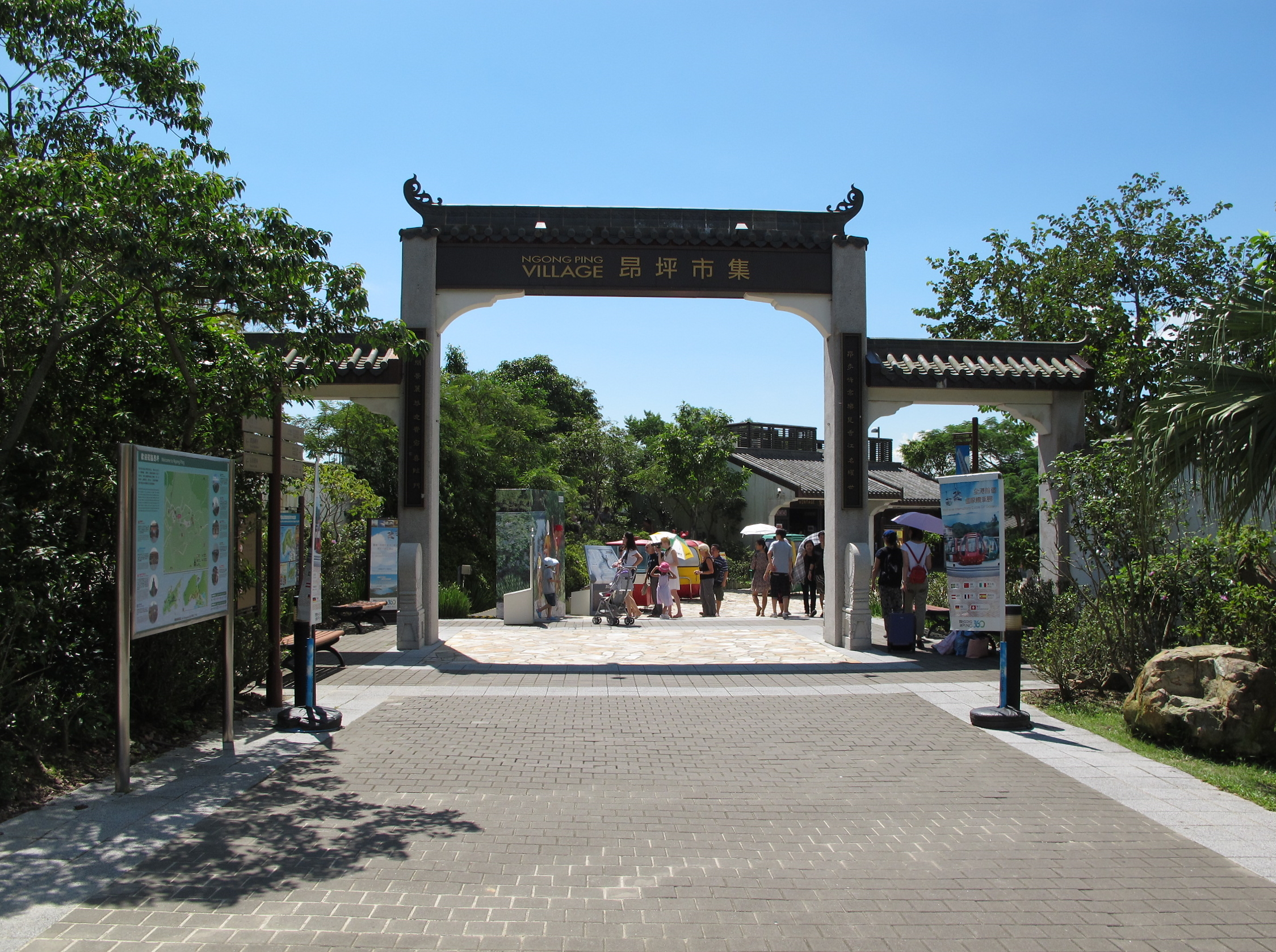
昂坪市集面向寶蓮寺的入口

昂坪市集（英語：Ngong Ping Village，前稱昂坪旅遊走廊、昂坪主題村或昂坪旅遊村）是位於香港大嶼山昂坪的旅遊景點，鄰近昂坪360昂坪站及天壇大佛，佔地1.34公頃，總樓面面積為5,000平方米，於2006年6月開幕。昂坪市集的建築及園林設計均展示出昂坪獨特的地貌及文化氣息，並且設有多個旅遊景點及25間食肆、購物及娛樂設施。市集內亦有功夫、雜耍及粵劇等街頭藝術表演。近年更新增「360大舞臺」及「360動感影院」等特色旅遊景點。

## 設施

### 昂坪360
昂坪360是連接大嶼山東涌及昂坪的纜車系統，全長5.7公里，是亞洲最長的雙纜索纜車系統，於2006年9月18日正式通車。系統由附屬於港鐵公司的昂坪360有限公司管理。

### 多媒體節目
昂坪市集有多媒體節目播放《與佛同行》。《與佛同行》為一套紀錄片，內容主要介紹佛祖釋迦牟尼的一生，以及佛教的起源及其傳遍全球的經過。
2010年代，根據昂坪360有限公司委任聘請海外顧問公司研究引入不同活動及更新現有遊樂設施後，初步擬定將需要定期斥資更新的靈猴影院拆卸及更改興建為其他遊樂設施，另外一座一景點與佛同行則因為深獲外國遊客青睞而將會獲得保留。昂坪360有限公司董事總經理邵信明透露，曾經考慮參考將靈猴影院拆卸後更改為日本電視遊戲節目《筋肉擂台》的競技場，最終因為地方面積不足而放棄。
2015年11月至2016年2月，開設全球首個「葉問體驗館」，館內設置了電影《葉問3》曾出現的精選實景，包括葉問（甄子丹飾）與張天志（張晉飾）互相對決的重要場景、費蘭奇（泰臣飾）的地下拳館，以及40年代的藥房等。

### 昂坪茶館

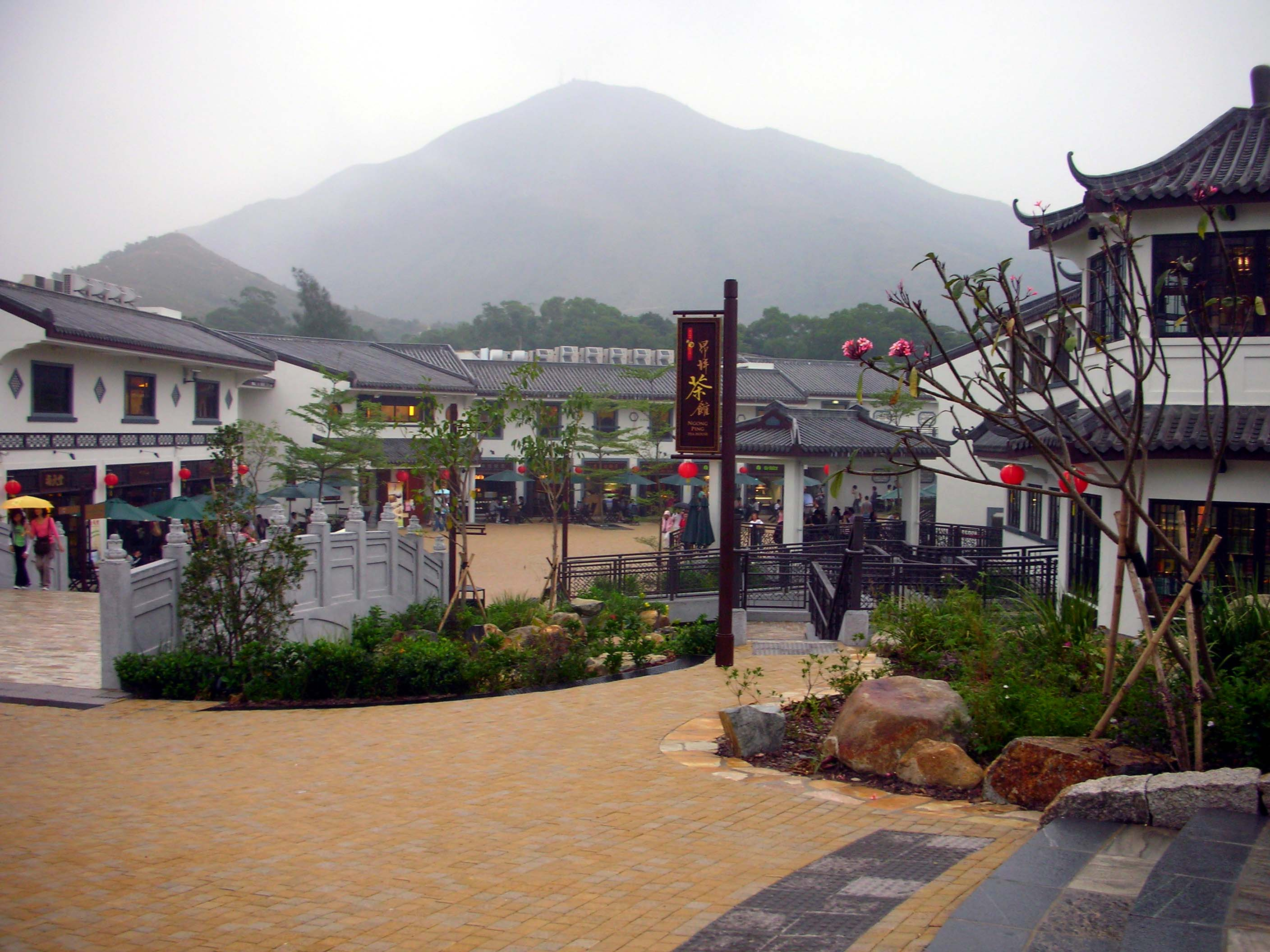
昂坪市集，右側為昂坪茶館

昂坪茶館是一座兩層高的中國式園庭建築，室內面積約為2,500平方呎，由榮華集團負責營運，投資額為700萬港元。茶館可以容納50人，其中上層展館以多媒體電腦動畫和電子遊戲，向參觀者介紹中國茶文化和中國糕點的資料，下層的茗茶區則設有茶藝及老婆餅製作示範，並且有20個廂座供品嘗茗茶之用。茶館提供50種茶葉，當中的重點推介是香港四大名茶（鳳凰茶、蒙山茶、擔竿茶和清明茶）。

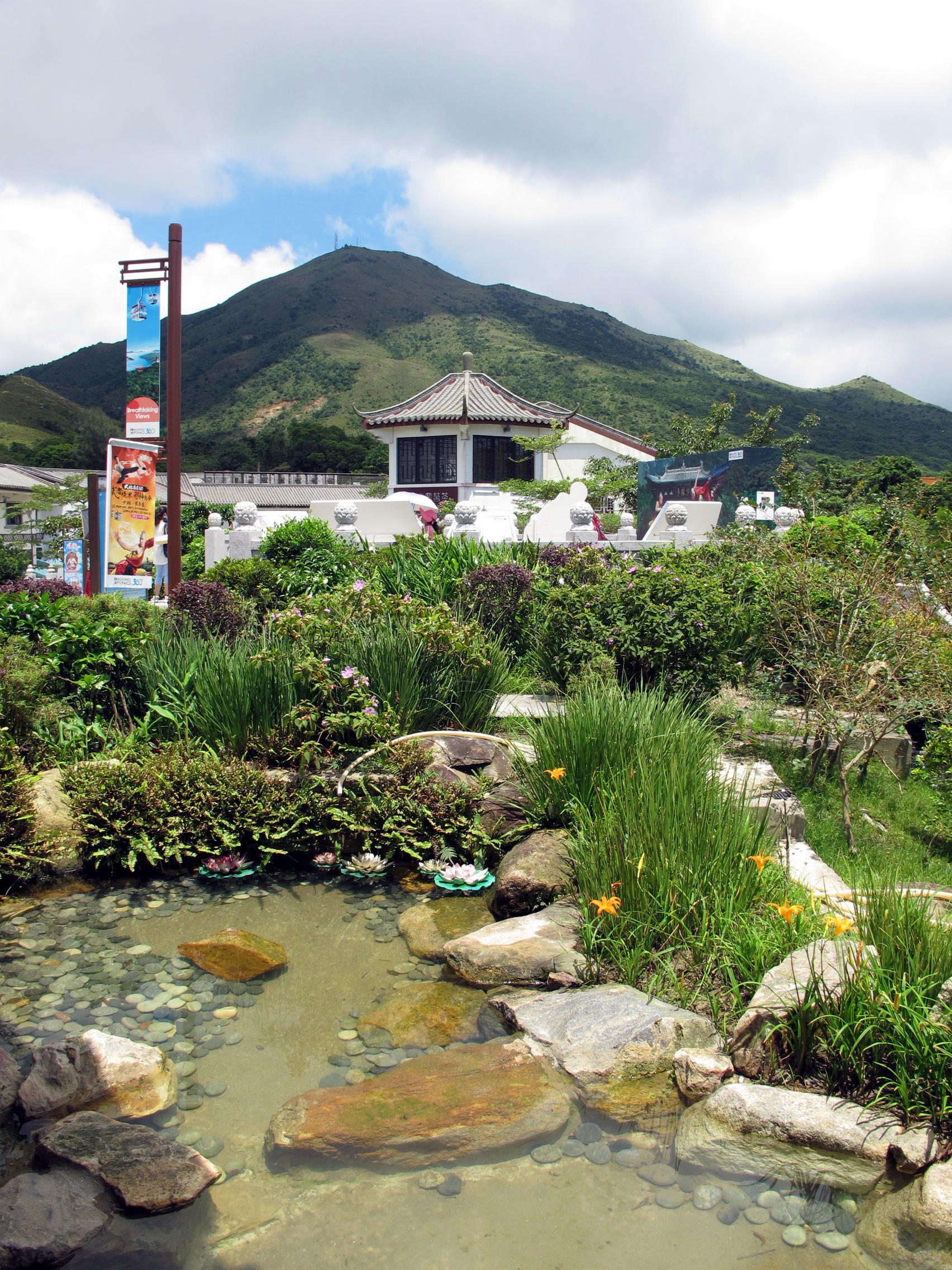
昂坪360出口的園境
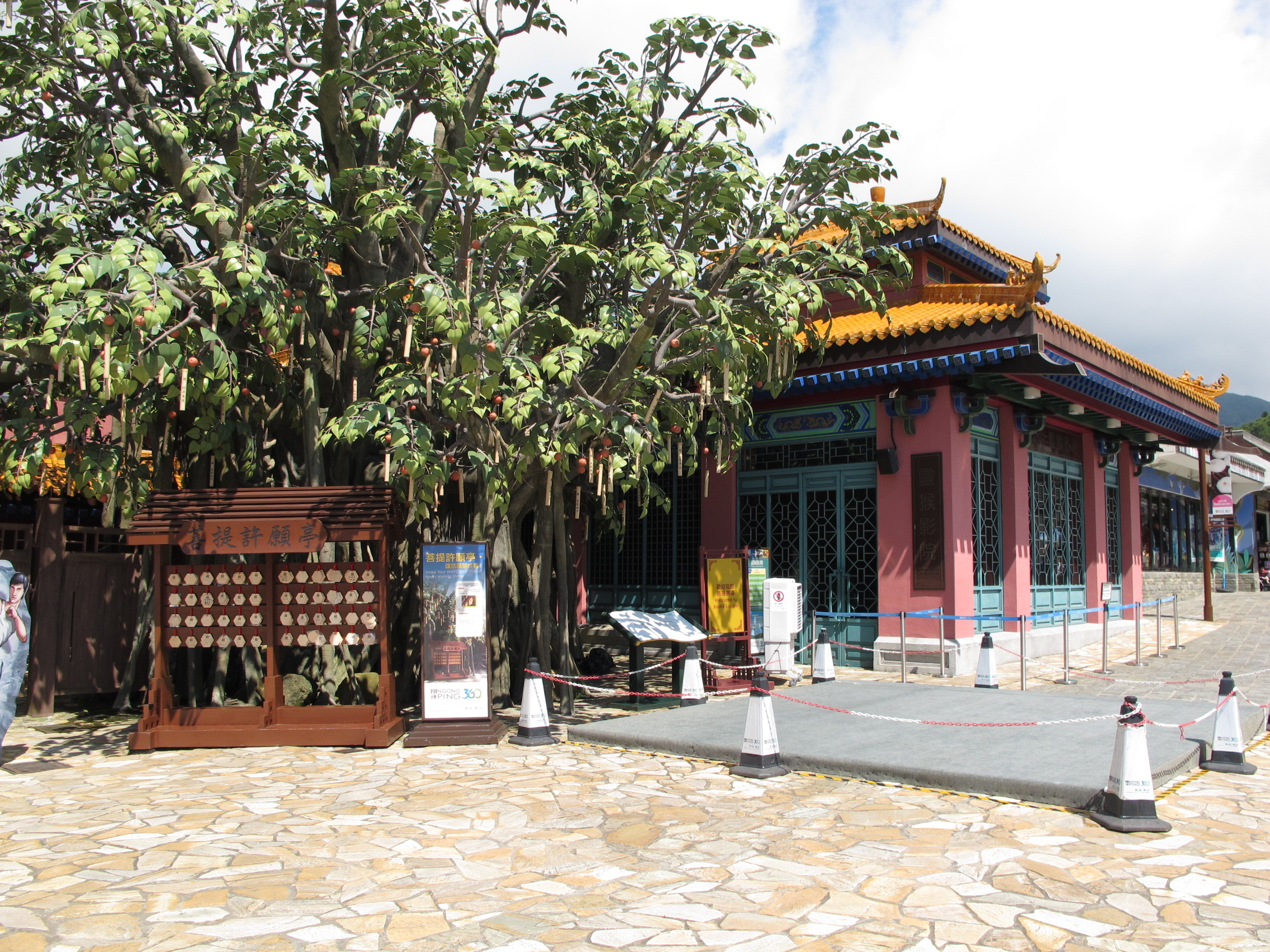
菩提許願亭
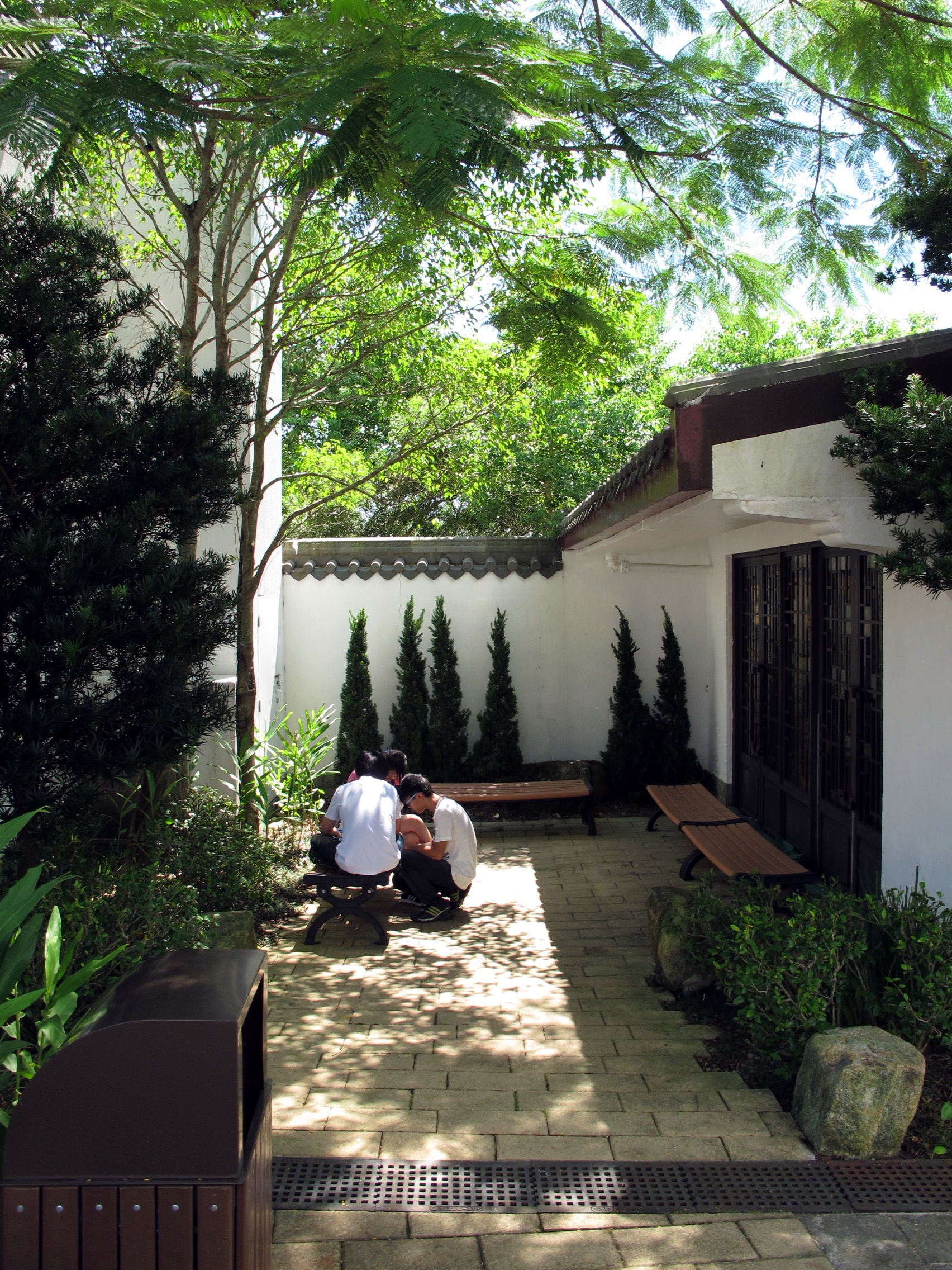
庭園
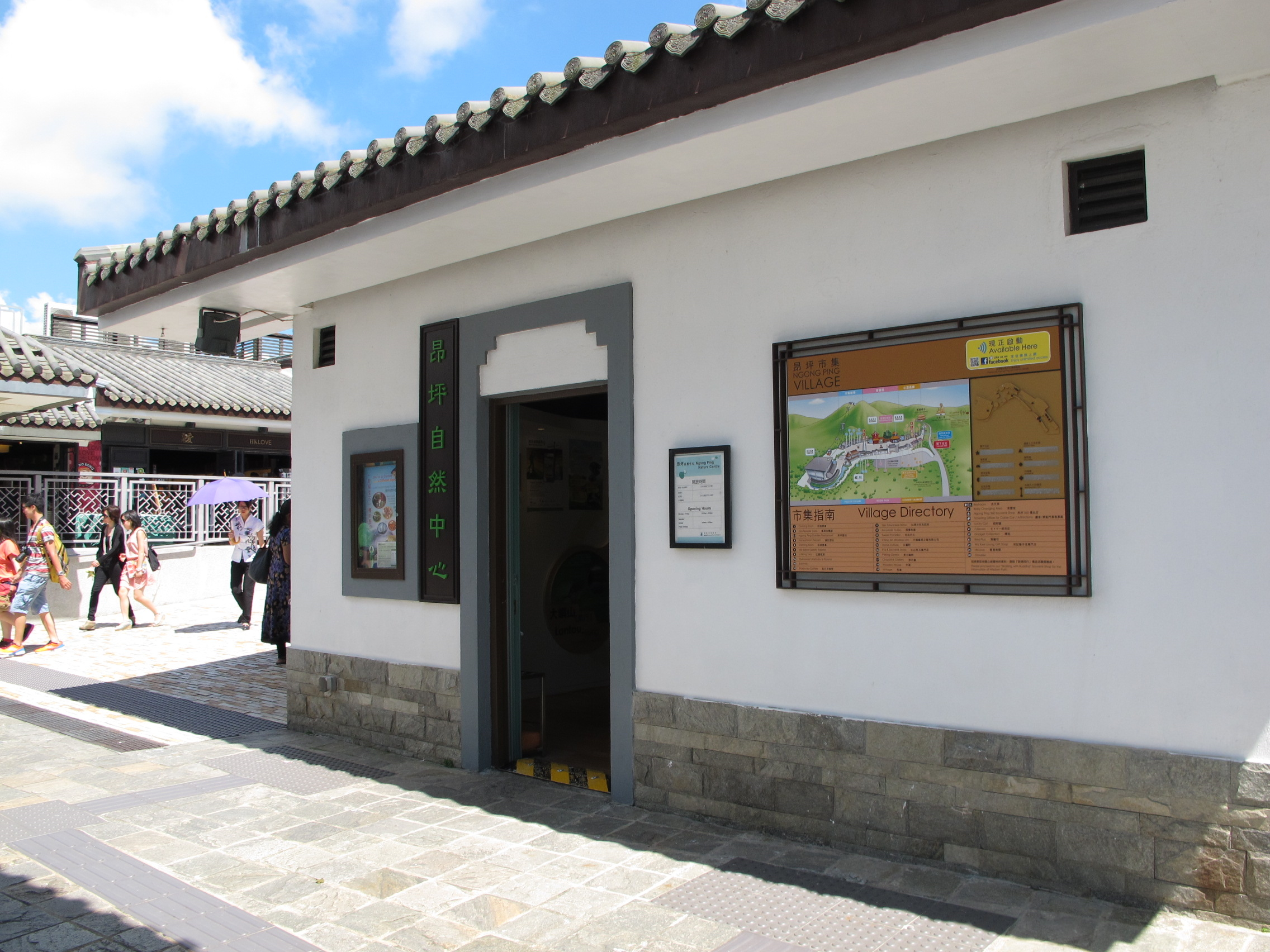
昂坪自然中心

### 昂坪廣場

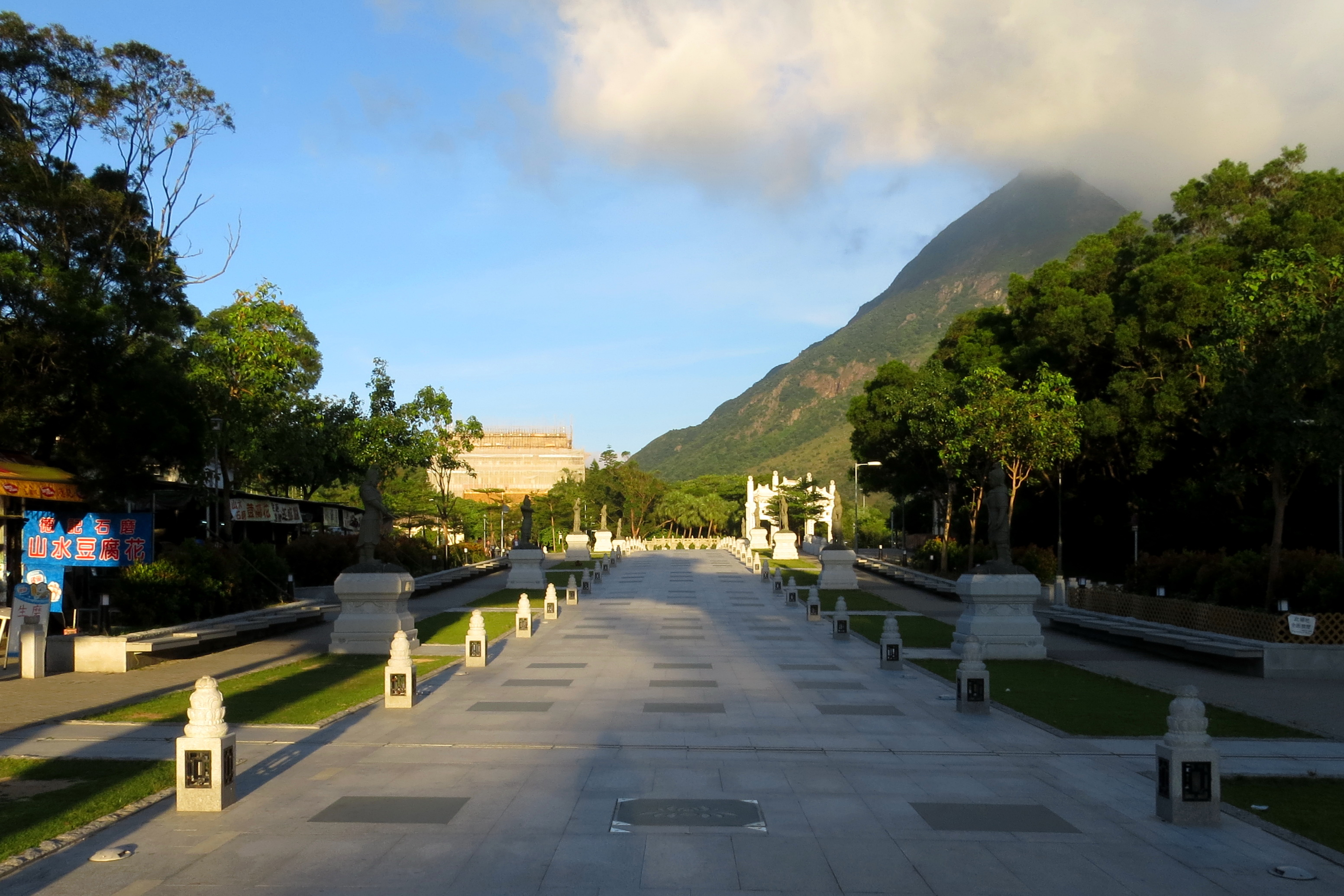
昂坪廣場的菩提路

昂坪廣場於2010年8月2日啟用，佔地約1.5公頃，由康樂及文化事務署管理，入口的新牌樓採用與寶蓮禪寺相同的清代北式建築風格，穿過新牌樓是長約120米的菩提路，路旁設置藥師12神將石像及40盞石造蓮花燈，以濃郁的佛教色彩為主。

### 纜車探知館
纜車探知館於2021年8月啟用，為全港首個以纜車為主題的展覽。展覽主要以虛擬實境展出，設有8大展區，包括纜車簡史區、纜車組件展覽區等。

## 取景
韓國真人秀節目《Running Man》（런닝맨 ）第73集以此作為最終任務場地進行撕名牌大戰以取得破解九龍傳說的審判台所在地線索。

## 爭議
2002年6月，行政會議批准香港地鐵及Skyrail-ITM所合作組成的聯合營運公司，奪得東涌吊車的建造及營運辦理合約，聯營公司將會獲得為期30年的專門營運權利。有關項目包括地鐵公司提出於昂坪站至天壇大佛一帶興建主題旅遊設施──昂坪市集，城市規劃委員會於7月12日正式公佈《昂坪分區計劃大綱草圖》，但是受到寶蓮寺住持釋智慧公開反對，認為有關建設將會影響佛門的清靜，並且於10月22日宣佈從2002年10月25日-10月31日封山7天以示抗議。房屋及規劃地政局局長孫明揚隨即於10月23日乘坐直昇機親自拜會解釋，寶蓮寺最終取消了封山行動。

## 外部連結
- 昂坪市集官方網頁 （页面存档备份，存于）

22°15′22″N 113°54′10″E / 22.25616°N 113.90285°E